# Chalcamistis autoplusia
Chalcamistis autoplusia är en fjärilsart som beskrevs av Dyar 1916. Chalcamistis autoplusia ingår i släktet Chalcamistis och familjen nattflyn. Inga underarter finns listade i Catalogue of Life.